# Список монархів, які найдовше правили
Про чинних монархів див. Список правлячих нині монархів за тривалістю правління (англ.)
Це список монархів з найдовшим правлінням усіх часів, у якому детально описано монархів і довічних лідерів, які правили найдовше у світовій історії, упорядкованих за тривалістю правління.

## Монархи суверенних держав, що правили протягом точно визначеного часу
Сюди входять монархи держав, що були міжнародно визнані суверенними протягом більшої частини або всього їх правління.

| №  | Портрет | Ім'я                        | Держава                                                                                  | Правління         | Правління         | Тривалість | Тривалість         | Прим.             |
| №  | Портрет | Ім'я                        | Держава                                                                                  | З                 | До                | (днів)     | (років, днів)      | Прим.             |
| -- | ------- | --------------------------- | ---------------------------------------------------------------------------------------- | ----------------- | ----------------- | ---------- | ------------------ | ----------------- |
| 1  |         | Людовик XIV                 | - Французьке королівство - Андорра                                                       | 14 травня 1643    | 1 вересня 1715    | 26 407     | 72 роки, 110 днів  | [ 1 ]             |
| 2  |         | Єлизавета II                | - Велика Британія - Канада - Австралія - Нова Зеландія                                   | 6 лютого 1952     | 8 вересня 2022    | 25 782     | 70 років, 214 днів | [ 2 ] [ 3 ] [ 4 ] |
| 3  |         | Рама ІХ (Пуміпон Адульядет) | Таїланд                                                                                  | 9 червня 1946     | 13 жовтня 2016    | 25 694     | 70 років, 126 днів | [ 5 ]             |
| 4  |         | Йоганн II                   | Ліхтенштейн                                                                              | 12 листопада 1858 | 11 лютого 1929    | 25 658     | 70 років, 91 день  | [ 6 ]             |
| 5  |         | Пакаль                      | Паленке (Мексика)                                                                        | 27 липня 615      | 29 серпня 683     | 24 870     | 68 років, 33 дні   | [ 7 ] [ 9 ]       |
| 6  |         | Франц Йосиф I               | - Австрійська імперія (1848–1867) - Австро-Угорщина (1867–1916)                          | 2 грудня 1848     | 21 листопада 1916 | 24 825     | 67 років, 355 днів | [ 10 ]            |
| 7  |         | К'ак'-Уті'-Віц'-К'авііль    | Копан (Гондурас)                                                                         | 8 лютого 628      | 18 червня 695     | 25 697     | 67 років, 130 днів | [ 13 ] [ 14 ]     |
| 8  |         | Фердинанд I                 | - Сицилійське королівство (1759–1816) - Королівство Обох Сицилій (1816–1825)             | 6 жовтня 1759     | 4 січня 1825      | 23 831     | 65 років, 90 днів  | [ 15 ]            |
| 9  |         | Вікторія                    | Сполучене Королівство                                                                    | 20 червня 1837    | 22 січня 1901     | 23 226     | 63 роки, 216 днів  | [ 16 ]            |
| 10 |         | Хайме I                     | Арагонське королівство Барселонське графство                                             | 12 вересня 1213   | 27 липня 1276     | 22 964     | 62 роки, 319 днів  | [ 17 ]            |
| 11 |         | Імператор Сьова (Хірохіто)  | Японія                                                                                   | 25 грудня 1926    | 7 січня 1989      | 22 659     | 62 роки, 13 днів   | [ 18 ]            |
| 12 |         | Сюаньє                      | Династія Цін (Китай)                                                                     | 5 лютого 1661     | 20 грудня 1722    | 22 597     | 61 рік, 318 днів   | [ 19 ]            |
| 13 |         | Оноре III                   | Монако                                                                                   | 29 грудня 1731    | 13 січня 1793     | 22 296     | 61 рік, 15 днів    | [ 20 ] [ 21 ]     |
| 14 |         | Іцамнаах-Б'алам III         | Яшчилан (Мексика)                                                                        | 20 жовтня 681     | 15 червня 742     | 22 152     | 60 років, 238 днів | [ 11 ]            |
| 15 |         | К'ак'-Тілів-Чан-Йо'паат     | Кіригуа (Гватемала)                                                                      | 2 січня 725       | 31 липня 785      | 22 125     | 60 років, 210 днів | [ 22 ] [ 23 ]     |
| 16 |         | Хунлі                       | Династія Цін (Китай)                                                                     | 18 жовтня 1735    | 9 лютого 1796     | 22 029     | 60 років, 114 днів | [ 24 ]            |
| 17 |         | Кристіан IV                 | Данія-Норвегія                                                                           | 4 квітня 1588     | 28 лютого 1648    | 21 879     | 59 років, 330 днів | [ 25 ]            |
| 18 |         | Георг III                   | - Велика Британія (1760–1800) - Ірландія (1760–1800) - Сполучене Королівство (1801—1820) | 25 жовтня 1760    | 29 січня 1820     | 21 644     | 59 років, 96 днів  | [ 26 ]            |
| 19 |         | Людовик XV                  | - Французьке королівство - Андорра                                                       | 1 вересня 1715    | 10 травня 1774    | 21 436     | 58 років, 251 день | [ 27 ]            |
| 20 |         | Педру II                    | Бразильська імперія                                                                      | 7 квітня 1831     | 15 листопада 1889 | 21 407     | 58 років, 222 дні  | [ 28 ]            |
| 21 |         | Мустансир                   | Фатімідський халіфат (Єгипет)                                                            | 13 червня 1036    | 29 грудня 1094    | 21 383     | 58 років, 199 днів | [ 29 ] [ 30 ]     |
| 22 |         | Нікола I Петрович           | - Князівство Чорногорія (1860–1910) - Королівство Чорногорія (1910–1918)                 | 13 серпня 1860    | 26 листопада 1918 | 21 288     | 58 років, 105 днів | [ 33 ]            |
| 23 |         | Вільгельміна                | Нідерланди                                                                               | 23 листопада 1890 | 4 вересня 1948    | 21 104     | 57 років, 286 днів | [ 34 ]            |
| 24 |         | Яків I                      | Шотландське королівство                                                                  | 24 липня 1567     | 27 березня 1625   | 21 066     | 57 років, 246 днів | [ 35 ]            |
| 25 |         | Конрад I                    | Бургундське королівство                                                                  | 12 липня 937      | 19 жовтня 993     | 20 553     | 56 років, 99 днів  | [ 36 ]            |

## Монархи залежних або частково самоврядних складових держав, що правили протягом точно визначеного часу
Таблиця нижче містить 56 монархів держав, які не були міжнародним сувереном протягом більшої частини свого правління.
| №  | Портрет | Ім'я                                   | Держава | Правління         | Правління         | Тривалість | Тривалість         | Прим.                |
| №  | Портрет | Ім'я                                   | Держава | З                 | До                | (днів)     | (років, днів)      | Прим.                |
| -- | ------- | -------------------------------------- | --- | ----------------- | ----------------- | ---------- | ------------------ | -------------------- |
| 1  |         | Собуза II                              | Есватіні (Британський протекторат до 1968)                                                                         | 10 грудня 1899    | 21 серпня 1982    | 30 204     | 82 роки, 254 дні   | [ 38 ]               |
| 2  |         | Бернгард VII                           | Ліппе (Священна Римська імперія)                                                                                   | 12 серпня 1429    | 2 квітня 1511     | 29 818     | 81 рік, 234 дні    | [ 39 ]               |
| 3  |         | Удай Пратапнатх-шах                    | Chotanagpur (Британський Радж)                                                                                     | 9 липня 1869      | 21 вересня 1950   | 29 658     | 81 рік, 74 дні     | [ 40 ]               |
| 4  |         | Вільгельм IV                           | Генненберг-Шлезінген (Священна Римська імперія)                                                                    | 26 травня 1480    | 24 січня 1559     | 28 731     | 78 років, 243 дні  | [ 39 ]               |
| 5  |         | Карансінгджі II                        | Лахтар | 15 червня 1846    | 8 серпня 1924     | 28 543     | 78 років, 54 дні   | [ 41 ]               |
| 6  |         | Маеда Цунанорі                         | Каґа-хан (Японія)                                                                                                  | 30 квітня 1645    | 6 травня 1723     | 28 494     | 78 років, 6 днів   | [ 42 ]               |
| 7  |         | Генріх XI                              | Ройс-Оберграйц (Священна Римська імперія)                                                                          | 17 березня 1723   | 28 червня 1800    | 28 227     | 77 років, 103 дні  | [ 43 ] [ 44 ] [ 39 ] |
| 8  |         | Ідріс аль-Кадрі                        | Тампін (Негері-Сембілан, Малайзія) (частина Британської Малаї до 1957)                                             | 31 травня 1929    | 26 грудня 2005    | 27 968     | 76 років, 209 днів | [ 39 ]               |
| 9  |         | Крістіан Август                        | Зульцбах (Священна Римська імперія)                                                                                | 14 серпня 1632    | 23 квітня 1708    | 27 645     | 75 років, 253 дні  | [ 39 ]               |
| 10 |         | Bishan Chandra Jenamuni                | Rairakhol State | 13 березня 1825   | 10 червня 1900    | 27 482     | 75 років, 89 днів  | [ 45 ]               |
| 11 |         | Шарль I                                | Е (Франція) | 16 червня 1397    | 25 липня 1472     | 27 432     | 75 років, 39 днів  | [ 46 ]               |
| 12 |         | Мудходжі IV Рао                        | Пхалтан | 7 грудня 1841     | 17 жовтня 1916    | 27 342     | 74 роки, 315 днів  | [ 39 ]               |
| 13 |         | Бхагват Сінгх                          | Гондал (Британський Радж)                                                                                          | 14 грудня 1869    | 10 березня 1944   | 27 114     | 74 роки, 87 днів   | [ 39 ]               |
| 14 |         | Георг Вільгельм                        | Шаумбург-Ліппе | 13 лютого 1787    | 21 листопада 1860 | 26 944     | 73 роки, 282 дні   | [ 39 ]               |
| 15 |         | Карл-Фрідріх                           | Баден (Священна Римська імперія до 1806)                                                                           | 12 травня 1738    | 10 червня 1811    | 26 691     | 73 роки, 29 днів   | [ 39 ]               |
| 16 |         | Катерина                               | Е (Франція) | 13 лютого 1561    | 11 травня 1633    | 26 385     | 72 роки, 87 днів   |                      |
| 17 |         | John III Louis                         | Nassau-Saarbrücken (Священна Римська імперія)                                                                      | 19 жовтня 1472    | 4 червня 1545     | 26 525     | 72 роки, 228 днів  |                      |
| 18 |         | Itō Nagatomo                           | Okada Domain (Японія)                                                                                              | 24 липня 1778     | 19 липня 1850     | 26 292     | 71 рік, 360 днів   |                      |
| 19 |         | Генріх Фрідріх                         | Hohenlohe-Langenburg (Священна Римська імперія)                                                                    | 29 січня 1628     | 5 серпня 1699     | 26 121     | 71 рік, 188 днів   |                      |
| 20 |         | Jagatjit Singh Bahadur                 | Kapurthala State (Британський Радж)                                                                                | 3 вересня 1877    | 20 серпня 1948    | 25 918     | 70 років, 352 дні  |                      |
| 21 |         | Parashuramrao Shrinivas                | Aundh State (Британська Індія)                                                                                     | 30 серпня 1777    | 11 червня 1848    | 25 852     | 70 років, 286 днів |                      |
| 22 |         | Franz Karl                             | Fürstenberg-Donaueschingen (Священна Римська імперія)                                                              | 15 листопада 1627 | 19 липня 1698     | 25 814     | 70 років, 246 днів |                      |
| 23 |         | Henryk IX Starszy                      | Жагань-Глогув (Священна Римська імперія)                                                                           | 14 березня 1397   | 11 листопада 1467 | 25 808     | 70 років, 242 дні  |                      |
| 24 |         | Werner                                 | Salm-Reifferscheid-Dyck (Священна Римська імперія)                                                                 | 31 жовтня 1559    | 26 грудня 1629    | 25 624     | 70 років, 56 днів  | [ 48 ]               |
| 25 |         | Carl I August                          | Саксен-Веймар-Ейзенах                                                                                              | 28 травня 1758    | 14 червня 1828    | 25 584     | 70 років, 17 днів  |                      |
| 26 |         | George I                               | Anhalt-Dessau (Священна Римська імперія)                                                                           | 19 січня 1405     | 21 вересня 1474   | 25 447     | 69 років, 245 днів | [ 49 ]               |
| 27 |         | Alberico I                             | Маса і Каррара (Священна Римська імперія)                                                                          | 6 червня 1553     | 18 січня 1623     | 25 428     | 69 років, 226 днів |                      |
| 28 |         | Генріх фон Ауершперґ                   | Principality of Auersperg (Священна Римська імперія)                                                               | 6 листопада 1713  | 9 лютого 1783     | 25 297     | 69 років, 95 днів  |                      |
| 29 |         | Фрідріх III                            | Внутрішня Австрія (Священна Римська імперія)                                                                       | 10 червня 1424    | 19 серпня 1493    | 25 272     | 69 років, 70 днів  |                      |
| 30 |         | George William                         | Palatinate-Zweibrücken-Birkenfeld (Священна Римська імперія)                                                       | 16 грудня 1600    | 25 грудня 1669    | 25 211     | 69 років, 9 днів   |                      |
| 31 |         | Godefroy Maurice de La Tour d'Auvergne | Duchy of Bouillon (Священна Римська імперія)                                                                       | 9 серпня 1652     | 26 липня 1721     | 25 187     | 68 років, 351 день | [ 50 ]               |
| 32 |         | Frederick V                            | Hesse-Homburg | 7 лютого 1751     | 20 січня 1820     | 25 183     | 68 років, 347 днів |                      |
| 33 |         | Vikramatji Khimojiraj                  | Porbandar State | 20 червня 1831    | 21 квітня 1900    | 25 142     | 68 років, 305 днів |                      |
| 34 |         | Крішнараджа Вадіяр III                 | Князівство Майсур (туземне князівство Британської Ост-Індійської компанії після 1831; Британський Радж після 1857) | 30 червня 1799    | 27 березня 1868   | 25 107     | 68 років, 271 день | [ 51 ]               |
| 35 |         | Chintaman Rao I Appa Sahib             | Sangli State (Британська Індія)                                                                                    | 6 листопада 1782  | 15 липня 1851     | 25 087     | 68 років, 251 день | [ 52 ]               |
| 36 |         | Johann Friedrich                       | Castell-Rüdenhausen (Священна Римська імперія)                                                                     | 10 січня 1681     | 23 червня 1749    | 25 000     | 68 років, 164 дні  |                      |
| 37 |         | Otto VI the One-Eyed                   | Brunswick-Göttingen (Священна Римська імперія)                                                                     | 13 листопада 1394 | 6 лютого 1463     | 24 921     | 68 років, 85 днів  | [ 53 ]               |
| 38 |         | Sawant Singh                           | Pratapgarh State (Британська Індія)                                                                                | 26 жовтня 1775    | 5 січня 1844      | 24 907     | 68 років, 71 день  |                      |
| 39 |         | Christian Karl Reinhard                | Leiningen-Dagsburg-Falkenburg (Священна Римська імперія)                                                           | 3 листопада 1698  | 17 листопада 1766 | 24 850     | 68 років, 14 днів  |                      |
| 40 |         | Raja Ram Singh                         | Bundi State | 14 травня 1821    | 28 березня 1889   | 24 790     | 67 років, 318 днів |                      |
| 41 |         | Маліетоа Танумафілі II                 | Самоа | 5 липня 1939      | 11 травня 2007    | 24 782     | 67 років, 310 днів |                      |
| 42 |         | Vakhatsinhji Meghrajji                 | Vallabhipura State (Британський Радж)                                                                              | 20 серпня 1875    | 5 червня 1943     | 24 760     | 67 років, 289 днів | [ 54 ]               |
| 43 |         | Bernard                                | Стшельці, Немодлін та Південна Польща (Священна Римська імперія)                                                   | 21 жовтня 1382    | 31 липня 1450     | 24 754     | 67 років, 283 дні  |                      |
| 44 |         | Philip I                               | Lippe-Alverdissen (1613—1640) Шаумбург-Ліппе (1640—1681) (Священна Римська імперія)                                | 7 грудня 1613     | 10 квітня 1681    | 24 596     | 67 років, 124 дні  | [ 55 ] [ 56 ]        |
| 45 |         | Генріх III                             | Маркграфство Мейсен (Священна Римська імперія)                                                                     | 18 січня 1221     | 15 лютого 1288    | 24 499     | 67 років, 28 днів  |                      |
| 46 |         | Eberhard IV                            | Arenberg (Священна Римська імперія)                                                                                | 15 листопада 1387 | 12 листопада 1454 | 24 468     | 66 років, 362 дні  | [ 57 ]               |
| 47 |         | Елеонора                               | Аквітанія (Франція)                                                                                                | 9 квітня 1137     | 1 квітня 1204     | 24 464     | 66 років, 358 днів |                      |
| 48 |         | Sulaiman Sharif ul-'Alam Shah          | Sultanate of Serdang (частина Нідерландської Ост-Індії до 1945 і частина Індонезії після 1945)                     | 20 грудня 1879    | 16 жовтня 1946    | 24 406     | 66 років, 300 днів |                      |
| 49 |         | Augustus                               | Anhalt-Plötzkau (Священна Римська імперія)                                                                         | 6 грудня 1586     | 22 серпня 1653    | 24 366     | 66 років, 259 днів | [ 58 ]               |
| 50 |         | Amarsinhji Banesinhji                  | Wankaner State (Британський Радж)                                                                                  | 12 червня 1881    | 15 лютого 1948    | 24 353     | 66 років, 248 днів |                      |
| 51 |         | Khengarji III                          | Cutch (Британський Радж)                                                                                           | 19 грудня 1875    | 15 січня 1942     | 24 133     | 66 років, 27 днів  |                      |
| 52 |         | Raja Raj Ram Singh I                   | Sitamau State | 15 лютого 1802    | 28 листопада 1867 | 24 027     | 65 років, 286 днів | [ 59 ]               |
| 53 |         | William IV the Victorious              | Брауншвейг-Люнебург (Священна Римська імперія)                                                                     | 14 жовтня 1416    | 25 липня 1482     | 24 025     | 65 років, 284 дні  | [ 60 ]               |
| 54 |         | Leopold III                            | Anhalt-Dessau (Священна Римська імперія)                                                                           | 16 грудня 1751    | 9 серпня 1817     | 23 977     | 65 років, 236 днів |                      |
| 55 |         | Makino Tadakiyo                        | Nagaoka Domain (Японія)                                                                                            | 5 серпня 1766     | 17 серпня 1831    | 23 752     | 65 років, 12 днів  | [ 61 ]               |
| 56 |         | Obizzo I                               | Есте і Феррара (Священна Римська імперія)                                                                          | 15 грудня 1128    | 25 грудня 1193    | 23 751     | 65 років, 10 днів  | [ 62 ]               |

## Монархи, точні дати правління яких невідомі
Ці монархи згруповані за тривалістю правління в цілих числах років. У межах кожної групи років вони розташовані в історичному порядку. У певному році міг існувати широкий розбіг фактичної тривалості правління, виражений у днях. Таким чином, ця таблиця не містить точного рейтингу за тривалістю правління. Список відсортовано за алфавітом. Виділені жирним держави були суверенними.
Японські легендарні імператори за стародавнім японським календарем правили дуже довго, по 60–70 років. Вважалося, що найтриваліший із них, імператор Коан, правив близько 101 року. Ці цифри не включені в таблицю, оскільки сучасні вчені вважають їх неточними.
| Портрет | Ім'я                                      | Держава                                              | Правління              | Правління              | Тривалість (прибл.) | Прим.  |
| Портрет | Ім'я                                      | Держава                                              | з                      | до                     | Тривалість (прибл.) | Прим.  |
| ------- | ----------------------------------------- | ---------------------------------------------------- | ---------------------- | ---------------------- | ------------------- | ------ |
|         | Мін Хті                                   | Launggyet Kingdom Аракан (М'янма)                    | 1279                   | 1374                   | 95 років            | [ 63 ] |
|         | Пепі II                                   | Стародавнє царство Єгипту                            | 2278 до н. е.          | 2184 до н. е. (спірно) | 94 років (спірно)   | [ 64 ] |
|         | Тхеджохо                                  | Когурьо (Корея)                                      | 53                     | 146 (спірно)           | 93 років (спірно)   | [ 65 ] |
|         | Нінтоку                                   | Японія (період Кофун)                                | 313 (спірно)           | 399 (спірно)           | 86 років (спірно)   | [ 66 ] |
|         | Abd al-Muttalib                           | Курайшити (Мекка, Саудівська Аравія)                 | 497                    | 578                    | 81 років            | [ 67 ] |
|         | Германаріх                                | Оюм (Україна)                                        | 296 (спірно)           | 376                    | 80 років            | [ 68 ] |
|         | Hanayos                                   | Харіпунджая (Таїланд)                                | 669 (спірно)           | 749                    | 80 років            | [ 69 ] |
|         | Kaba Seyon                                | Limu-'Enarya (Ефіопія)                               | 1450                   | 1530                   | 80 років            |        |
|         | Raja Sawai Basavalinga I Rajendra Udaiyar | Sundem (Португальська Індія)                         | 1763                   | 15 травня 1843         | 80 років            |        |
|         | Trần Minh Công                            | Trần Lãm (В'єтнам)                                   | 888                    | 967                    | 79 років            |        |
|         | Ан Зионг-вионг                            | Аулак (В'єтнам)                                      | 257 до н. е. (спірно)  | 179 до н. е. (спірно)  | 78 років            |        |
|         | Чансу                                     | Когурьо (Корея)                                      | 413                    | 491                    | 78 років            | [ 65 ] |
|         | Ram Singh I                               | Ramgarh Raj (Індія)                                  | 18 червня 1459         | 1537                   | 78 років            | [ 70 ] |
|         | Abu'l-Jaysh Ishaq ibn Ibrahim             | Зіядіди (Ємен)                                       | 904                    | 981                    | 77 років            | [ 71 ] |
|         | Azmat Tallah Khan                         | Rajouri (Британська Індія з 1712)                    | 1683                   | 12 листопада 1760      | 77 років            | [ 72 ] |
|         | Міріан III                                | Царство Іберія (Грузія)                              | 284                    | 361                    | 77 років            |        |
|         | Raisingh Deo                              | Patna State (Британська Індія з 1712)                | 1685                   | 1762                   | 77 років            |        |
|         | Chandranveta Singh                        | Chandra dynasty (Індія)                              | 234                    | 311                    | 77 років            | [ 73 ] |
|         | Darma Raja                                | Kedah Sultanate (Малайзія)                           | 712                    | 12 січня 788           | 76 років            |        |
|         | Mulla Ismail                              | Dir State (Пакистан, Британська Індія з 1712)        | 1676                   | 1752                   | 76 років            | [ 74 ] |
|         | Mohan Singh                               | Rajgarh State (Індія)                                | 1638                   | 14 квітня 1714         | 76 років            |        |
|         | Otto I                                    | Baden-Hachberg-Sausenberg (Священна Римська імперія) | 1308                   | 1384                   | 76 років            |        |
|         | Jadunath Singh Mangaraj                   | Khandpara State (Індія)                              | 1599                   | 1675                   | 76 років            | [ 75 ] |
|         | Johann Philipp                            | Штадіон (Священна Римська імперія)                   | 1666                   | 1741                   | 76 років            |        |
|         | Aji Raja Mahkota Mulia Alam               | Kutai Kartanegara (Індонезія)                        | 1525                   | 1600                   | 75 років            |        |
|         | Mfon Koutou                               | Бамум (Камерун)                                      | 1682                   | 1757                   | 75 років            |        |
|         | Raja Abhiram Singh                        | Saraikela State (Британська Індія)                   | 1743                   | 1818                   | 75 років            |        |
|         | Саурмаг I                                 | Царство Іберія (Грузія)                              | 234 до н. е.           | 159 до н. е.           | 75 років            | [ 77 ] |
|         | Sukhachain                                | Jind State (Британська Індія з 1712)                 | 1676                   | 1751                   | 75 років            |        |
|         | Тай У                                     | Династія Шан (Китай)                                 | 1486 до н. е. (спірно) | 1411 до н. е. (спірно) | 75 років            |        |
|         | Вахтанг I Горгасалі                       | Царство Іберія (Грузія)                              | 447                    | 522                    | 75 років            |        |
|         | Uthiyan Cheralathan                       | Чера (Індія)                                         | 55                     | 130                    | 75 років            | [ 78 ] |